# UEFA Europa League 2018-2019 (qualificazioni)
La fase di qualificazione della UEFA Europa League 2018-2019 si è disputata tra il 26 giugno 2018 e il 16 agosto 2018. Hanno partecipato a questa prima fase della competizione 172 club: 36 di essi si sono qualificati al successivo turno di spareggi, composto da 42 squadre.

## Date
| Turno             | Sorteggio                      | Andata               | Ritorno                     |
| ----------------- | ------------------------------ | -------------------- | --------------------------- |
| Turno preliminare | 12 giugno 2018, ore 13:00 CEST | 26-28 giugno 2018    | 5 luglio 2018               |
| Primo turno       | 20 giugno 2018, ore 13:00 CEST | 10-11-12 luglio 2018 | 17-18-19 luglio 2018        |
| Secondo turno     | 20 giugno 2018, ore 13:00 CEST | 26 luglio 2018       | 31 luglio, 1º-2 agosto 2018 |
| Terzo turno       | 23 luglio 2018                 | 7-9 agosto 2018      | 16 agosto 2018              |

## Squadre

### PercorsoCampioni
Il Percorso Campioni comprende tutte le squadre vincitrici dei rispettivi campionati di lega che vengono eliminate dalla fase di qualificazione della Champions League, così suddivise:
- Secondo turno di qualificazione (19 squadre): le 3 perdenti del turno preliminare UCL e le 16 perdenti del primo turno di qualificazione UCL.
- Terzo turno di qualificazione (20 squadre): 10 squadre perdenti del secondo turno di qualificazione UCL e le 10 vincitrici del secondo turno di qualificazione UEL.

Le 10 squadre vincitrici del terzo turno di qualificazione avanzano agli spareggi.
| Legenda                                                        | Legenda                        | Legenda | Legenda |
| -------------------------------------------------------------- | ------------------------------ | ------- | ------- |
| I club vincitori del terzo turno avanzano al turno di spareggi |                                |         |         |
| I club sconfitti nel secondo e                                 | nel terzo turno sono eliminati |         |         |

| Terzo turno        | Terzo turno |
| Squadre            | Coeff       |
| ------------------ | ----------- |
| Ludogorec          | 37.000      |
| Legia Varsavia     | 24.500      |
| Sheriff Tiraspol   | 14.750      |
| Midtjylland        | 11.500      |
| Hapoel Be'er Sheva | 10.000      |
| Rosenborg          | 9.000       |
| HJK                | 8.000       |
| Kukësi             | 4.250       |
| CFR Cluj           | 4.090       |
| Sūduva             | 2.000       |

| Secondo turno    | Secondo turno |
| Squadre          | Coeff         |
| ---------------- | ------------- |
| APOEL Nicosia    | 27.000        |
| The New Saints   | 5.000         |
| Zrinjski Mostar  | 3.750         |
| Dudelange        | 3.500         |
| Valletta         | 3.250         |
| Crusaders        | 3.000         |
| Víkingur Gøta    | 3.000         |
| Olimpia Lubiana  | 2.900         |
| Lincoln Red Imps | 2.750         |
| FC Santa Coloma  | 2.750         |
| Alaškert         | 2.500         |
| Sutjeska Nikšić  | 2.500         |
| Spartaks Jūrmala | 1.750         |
| Cork City        | 1.750         |
| La Fiorita       | 1.750         |
| Valur            | 1.650         |
| Flora Tallinn    | 1.250         |
| Torpedo Kutaisi  | 1.000         |
| Drita            | 0.000         |

### PercorsoPiazzate
Il percorso Piazzate comprende tutte le squadre vincitrici delle coppe di lega e quelle che non si qualificano direttamente per la fase a gironi, così suddivise:
- Fase preliminare (14 squadre): 14 squadre qualificate a questo turno.
- Primo turno di qualificazione (94 squadre): 87 squadre direttamente qualificate a questo turno e 7 vincitrici del turno preliminare.
- Secondo turno di qualificazione (74 squadre): 27 squadre direttamente qualificate a questo turno e 47 vincitrici del primo turno di qualificazione.
- Terzo turno di qualificazione (52 squadre): 15 squadre direttamente qualificate a questo turno (comprese le 2 perdenti del secondo turno di qualificazione UCL) e 37 vincitrici del secondo turno di qualificazione.

Le 26 squadre vincitrici del terzo turno di qualificazione UEL avanzano agli spareggi.
| Legenda                                                        | Legenda          | Legenda             | Legenda                        |
| -------------------------------------------------------------- | ---------------- | ------------------- | ------------------------------ |
| I club vincitori del terzo turno avanzano al turno di spareggi |                  |                     |                                |
| I club sconfitti nel turno preliminare,                        | nel primo turno, | nel secondo turno e | nel terzo turno sono eliminati |

| Terzo turno          | Terzo turno |
| Squadre              | Coeff       |
| -------------------- | ----------- |
| Zenit S. Pietroburgo | 78.000      |
| Basilea              | 71.000      |
| Olympiakos           | 54.000      |
| Braga                | 30.500      |
| Gent                 | 27.000      |
| Feyenoord            | 21.500      |
| Rapid Vienna         | 21.500      |
| Rijeka               | 15.500      |
| Zorja                | 9.000       |
| Istanbul BB          | 8.500       |
| Sturm Graz           | 6.570       |
| Lucerna              | 6.040       |
| Sigma Olomouc        | 6.035       |
| Brøndby              | 5.190       |
| CSU Craiova          | 4.090       |

| Secondo turno         | Secondo turno |
| Squadre               | Coeff         |
| --------------------- | ------------- |
| Siviglia              | 113.000       |
| Beşiktaş              | 57.000        |
| Sparta Praga          | 34.500        |
| FCSB                  | 27.500        |
| Genk                  | 27.000        |
| AZ Alkmaar            | 25.000        |
| RB Lipsia             | 17.000        |
| Burnley               | 15.921        |
| Atalanta              | 15.249        |
| Bordeaux              | 11.283        |
| Ufa                   | 10.676        |
| Rio Ave               | 9.449         |
| Asteras Tripolīs      | 9.000         |
| Mariupol'             | 8.226         |
| Hajduk Spalato        | 7.000         |
| LASK Linz             | 6.570         |
| Admira Wacker Mödling | 6.570         |
| San Gallo             | 6.040         |
| Vitesse               | 6.000         |
| Atromītos             | 5.720         |
| Hapoel Haifa          | 4.350         |
| AEK Larnaca           | 4.310         |
| Jagiellonia           | 4.025         |
| Aberdeen              | 4.000         |
| Djurgården            | 3.995         |
| Dinamo Brest          | 3.725         |
| Lillestrøm            | 3.485         |

| Primo turno        | Primo turno |
| Squadre            | Coeff       |
| ------------------ | ----------- |
| Copenaghen         | 34.000      |
| Maribor            | 22.500      |
| Maccabi Tel Aviv   | 22.500      |
| Partizan           | 17.000      |
| Molde              | 12.500      |
| Apollōn Limassol   | 10.000      |
| Dinamo Minsk       | 8.000       |
| Lech Poznań        | 7.000       |
| FH Hafnarfjörður   | 5.550       |
| Dundalk            | 5.550       |
| Žalgiris Vilnius   | 5.550       |
| Qəbələ             | 5.250       |
| Osijek             | 5.200       |
| Nordsjælland       | 5.190       |
| Vardar             | 5.000       |
| AS Trenčín         | 5.000       |
| Slovan Bratislava  | 5.000       |
| Beitar Gerusalemme | 4.350       |
| Anorthosis         | 4.310       |
| Dinamo Tbilisi     | 4.250       |
| Viitorul Costanza  | 4.090       |
| Górnik Zabrze      | 4.025       |
| AIK                | 4.000       |
| Kalju Nõmme        | 5.300       |
| Häcken             | 3.995       |
| Keşlə              | 3.825       |
| Neftçi Baku        | 3.825       |
| Slavia Sofia       | 3.825       |
| CSKA Sofia         | 3.825       |
| Levski Sofia       | 3.825       |
| Ventspils          | 3.750       |
| Radnički Niš       | 3.750       |
| Spartak Subotica   | 3.750       |
| Šachcër Salihorsk  | 3.725       |
| Rangers            | 3.725       |
| Hibernian          | 3.725       |
| Qaýrat             | 3.625       |
| Ertis              | 3.625       |
| Tobıl              | 3.625       |
| Fola Esch          | 3.500       |
| Sarpsborg 08       | 3.485       |
| Rabotnički         | 3.250       |
| Sarajevo           | 3.250       |

| Primo turno          | Primo turno |
| Squadre              | Coeff       |
| -------------------- | ----------- |
| Domžale              | 3.000       |
| Mladost Podgorica    | 3.000       |
| Željezničar          | 3.000       |
| Rudar Velenje        | 2.900       |
| Vaduz                | 2.750       |
| Levadia Tallinn      | 2.750       |
| Milsami Orhei        | 2.750       |
| Stjarnan             | 2.750       |
| Ferencváros          | 2.500       |
| Cliftonville         | 2.500       |
| DAC Dunajská Streda  | 2.425       |
| Budućnost            | 2.250       |
| Široki Brijeg        | 2.250       |
| P'yownik             | 2.250       |
| Partizani Tirana     | 2.000       |
| Chikhura Sachkhere   | 2.000       |
| Petrocub Hîncești    | 2.000       |
| Zaria Bălți          | 2.000       |
| Rudar Pljevlja       | 1.750       |
| Luftëtari            | 1.700       |
| Laçi                 | 1.700       |
| ÍBV Vestmannæyja     | 1.650       |
| Újpest               | 1.625       |
| Honvéd               | 1.625       |
| Liepāja              | 1.500       |
| Shkupi               | 2.350       |
| KuPS                 | 1.380       |
| Ilves                | 1.380       |
| Lahti                | 1.380       |
| Shamrock Rovers      | 1.340       |
| Derry City           | 1.340       |
| Samt'redia           | 1.250       |
| Riga FC              | 1.125       |
| Trans Narva          | 1.100       |
| Stumbras             | 1.075       |
| Ganjasar             | 0.975       |
| Banants              | 0.975       |
| Balzan               | 0.900       |
| RFCU Luxembourg      | 0.875       |
| Progrès Niedercorn   | 0.875       |
| Coleraine            | 0.850       |
| Glenavon             | 0.850       |
| Connah's Quay Nomads | 0.775       |
| NSÍ Runavík          | 0.750       |

| Turno preliminare | Turno preliminare |
| Squadre           | Coeff             |
| ----------------- | ----------------- |
| Birkirkara        | 2.570             |
| Trakai            | 1.750             |
| Europa FC         | 1.500             |
| B36 Tórshavn      | 1.500             |
| Folgore/Falciano  | 1.250             |
| Bala Town         | 1.000             |
| Gżira United      | 0.900             |
| Cefn Druids       | 0.775             |
| Sant Julià        | 0.750             |
| KÍ Klaksvík       | 0.750             |
| St Joseph's       | 0.600             |
| Engordany         | 0.266             |
| Prishtina         | 0.250             |
| Tre Fiori         | 0.099             |

## Primo turno

### Sorteggio
| Gruppo 1                                                             | Gruppo 1                                               | Gruppo 2                                                                    | Gruppo 2                                                             | Gruppo 3                                                       | Gruppo 3                                                            |
| Teste di serie                                                       | Non teste di serie                                     | Teste di serie                                                              | Non teste di serie                                                   | Teste di serie                                                 | Non teste di serie                                                  |
| -------------------------------------------------------------------- | ------------------------------------------------------ | --------------------------------------------------------------------------- | -------------------------------------------------------------------- | -------------------------------------------------------------- | ------------------------------------------------------------------- |
| Molde Žalgiris Vilnius Kalju Nõmme Slavia Sofia Fola Esch            | Stjarnan KÍ Klaksvík Prishtina Ilves Glenavon          | Apollōn Limassol Qəbələ Dinamo Tbilisi Rangers Domžale                      | DAC Dunajská Streda Široki Brijeg Shkupi Stumbras Progrès Niedercorn | Maribor AS Trencin Viitorul Costanza Neftchi Baku Tobıl        | Budućnost Partizani Tirana Újpest Samt'redia RFCU Luxembourg        |
| Gruppo 4                                                             | Gruppo 4                                               | Gruppo 5                                                                    | Gruppo 5                                                             | Gruppo 6                                                       | Gruppo 6                                                            |
| Teste di serie                                                       | Non teste di serie                                     | Teste di serie                                                              | Non teste di serie                                                   | Teste di serie                                                 | Non teste di serie                                                  |
| Dinamo Minsk Vardar Górnik Zabrze Spartak Subotica Mladost Podgorica | P'yownik Zaria Bălți B36 Torshavn Derry City Coleraine | FH Hafnarfjörður Nordsjaelland AIK Ventspils Šachcër Salihorsk              | Cliftonville Luftëtari Lahti Shamrock Rovers Connah's Quay Nomads    | Maccabi Tel Aviv Osijek Anorthosis Qaýrat Sarajevo             | Ferencváros Petrocub Hîncești Laçi Engordany Banants                |
| Gruppo 7                                                             | Gruppo 7                                               | Gruppo 8                                                                    | Gruppo 8                                                             | Gruppo 9                                                       | Gruppo 9                                                            |
| Teste di serie                                                       | Non teste di serie                                     | Teste di serie                                                              | Non teste di serie                                                   | Teste di serie                                                 | Non teste di serie                                                  |
| Partizan Slovan Bratislava Keşlə CSKA Sofia Rabotnički               | Milsami Orhei Rudar Pljevlja Honvéd Riga FC Balzan     | Lech Poznań Beitar Gerusalemme Levski Sofia Radnički Niš Irtysh Željezničar | Vaduz Chikhura Sachkhere Trakai Trans Narva Ganjasar Gzira United    | Copenaghen Dundalk Häcken Hibernian Sarpsborg 08 Rudar Velenje | Levadia Tallinn ÍBV Vestmannæyja Liepāja KuPS Tre Fiori NSÍ Runavík |

### Risultati

#### Andata
| Arbitro: | Tim Marshall |

|  |           |             |
|  | Marcatori | 90+5’ Fedïn |

| Arbitro: | Rohit Saggi |

|              |           |                             |
| Ayvazyan 34’ | Marcatori | 16’ Ahmetović 21’ Halilović |

| Arbitro: | Kristo Tohver |

|                            |           |            |
| Petkovski 34’ Šarkoski 60’ | Marcatori | 45+1’ Nagy |

| Arbitro: | Fran Jović |

|               |           |  |
| Coulibaly 14’ | Marcatori |  |

| Esch-sur-Alzette 11 luglio 2018, ore 18:00 CEST | Fola Esch              | 0 – 0 referto | Prishtina | Stadio Émile Mayrisch (1 007 spett.)\| Arbitro: \| Ivar Orri Kristjansson \| |
| Arbitro:                                        | Ivar Orri Kristjansson |               |           |                                                                              |

| Arbitro: | Alain Durieux |

|                      |           |                       |
| Bjartalíð 60’ (rig.) | Marcatori | 40’ Antal 90+2’ Mbodj |

| Arbitro: | Mads-Kristoffer Kristoffersen |

|                          |           |            |
| Marshall 37’ Daniels 59’ | Marcatori | 36’ Hestad |

| Arbitro: | Michal Ocenáš |

|            |           |  |
| Konaté 28’ | Marcatori |  |

| Arbitro: | Vasilis Dimitriou |

|                                                      |           |  |
| Akinyemi 8’ (rig.), 12’, 24’, 43’ Aiyegun 37’ (rig.) | Marcatori |  |

| Tbilisi 12 luglio 2018, ore 17:00 CEST | Chik. Sachkhere | 0 – 0 referto | Beitar Gerusalemme | Stadio Mikheil Meskhi (1 220 spett.)\| Arbitro: \| Kai Erik Steen \| |
| Arbitro:                               | Kai Erik Steen  |               |                    |                                                                      |

| Arbitro: | Luis Godinho |

|                                                                                       |           |  |
| Tučić 33’, 59’ Radić 48’, 78’ Parfitt-Williams 49’ Della Valle 75’ (aut.) Solomun 84’ | Marcatori |  |

| Arbitro: | Jérôme Brisard |

|  |           |           |
|  | Marcatori | 50’ Bajde |

| Arbitro: | Kirill Levnikov |

|  |           |          |
|  | Marcatori | 75’ Skov |

| Arbitro: | Bojan Nikolić |

|  |           |              |
|  | Marcatori | 53’ Connolly |

| Vilnius 12 luglio 2018, ore 18:00 CEST | Trakai          | 0 – 0 referto | Ertis | Stadio LFF (400 spett.)\| Arbitro: \| Fabio Verissimo \| |
| Arbitro:                               | Fabio Verissimo |               |       |                                                          |

| Arbitro: | Daniyar Sakh |

|  |           |                                     |
|  | Marcatori | 15’ (aut.) Kotenko 74’ Šabanadžović |

| Arbitro: | Yaroslav Kozyk |

|  |           |                                      |
|  | Marcatori | 4’ Bjornsson 18’ Lennon 90’ Crawford |

| Arbitro: | Veaceslav Banari |

|  |           |                                 |
|  | Marcatori | 51’ De Almeida 61’ (rig.) Thill |

| Arbitro: | Krzysztof Jakubik |

|  |           |              |
|  | Marcatori | 80’ Cvetanov |

| Arbitro: | Marco Guida |

|  |           |                                     |
|  | Marcatori | 74’ Irandust 77’ Paulinho 82’ Çelik |

| Arbitro: | José María Sanchez Martinez |

|                              |           |                |
| Pranjić 52’ (rig.) Cissé 59’ | Marcatori | 21’ Hoxhallari |

| Arbitro: | Vitaliy Romanov |

|                      |           |                                             |
| Bugaev 59’ Surdu 75’ | Marcatori | 10’, 41’ Moha 22’ Šporar 79’ (aut.) Crăciun |

| Arbitro: | Volen Chinkov |

|                                             |           |                       |
| Effiong 12’ Lecão 21’ Kaljević 34’ Cadú 55’ | Marcatori | 29’ (rig.) Meza Colli |

| Arbitro: | Karim Abed |

|            |           |           |
| Ambros 65’ | Marcatori | 52’ Marić |

| Arbitro: | Juri Frischer |

|                   |           |                               |
| Morris 89’ (rig.) | Marcatori | 20’ Ebong 34’ Bakaj 75’ Šybun |

| Arbitro: | Nikola Popov |

|  |           |                             |
|  | Marcatori | 2’ Galović 64’ Khvaschinski |

| Arbitro: | Dennis Higler |

|                              |           |         |
| Dabo 23’, 72’ Mahmudov 90+2’ | Marcatori | 9’ Nagy |

| Arbitro: | Georgi Vadachkoria |

|                    |           |  |
| Macarasvilis 90+1’ | Marcatori |  |

| Arbitro: | Ricardo De Burgos |

|               |           |            |
| Spirovski 61’ | Marcatori | 90+1’ Atar |

| Arbitro: | Mario Zebec |

|                     |           |  |
| Tiago Rodrigues 49’ | Marcatori |  |

| Arbitro: | Nicholas Walsh |

|  |           |                                                        |
|  | Marcatori | 59’ Muhammed 66’ Mortensen 90+1’ Halvorsen 90+4’ Askar |

| Arbitro: | Iwan Arwel Griffith |

|  |           |                                                 |
|  | Marcatori | 5’ (aut.) Wagner 25’ (rig.) Islamkhan 90’ Eppel |

| Arbitro: | Filip Glova |

|            |           |  |
| Angulo 87’ | Marcatori |  |

| Tórshavn 12 luglio 2018, ore 20:00 CEST | B36 Tórshavn          | 0 – 0 referto | OFK Titograd | Stadio Gundadalur (611 spett.)\| Arbitro: \| Aleksandrs Anufrijevs \| |
| Arbitro:                                | Aleksandrs Anufrijevs |               |              |                                                                       |

| Arbitro: | Alex Troleis |

|  |           |                            |
|  | Marcatori | 23’ Drăguș 82’ (rig.) Hagi |

| Arbitro: | Petr Ardeleanu |

|                         |           |                        |
| Turčin 47’ Marković 83’ | Marcatori | 12’ Bizjak 26’ Melnjak |

| Arbitro: | Alexander Harkam |

|  |           |              |
|  | Marcatori | 74’ Sundgren |

| Arbitro: | Stuart Attwell |

|  |           |                                          |
|  | Marcatori | 44’ (rig.) Jevtović 50’ Soumah 57’ Gomes |

| Arbitro: | Mete Kalkavan |

|  |           |                         |
|  | Marcatori | 27’ Čataković 30’ Mance |

| Arbitro: | Manfredas Lukjancukas |

|                                                      |           |             |
| Kamberi 3’ (rig.), 21’, 48’ Shaw 29’ Mallan 43’, 84’ | Marcatori | 53’ Knudsen |

| Arbitro: | Yigal Frid |

|                         |           |  |
| Gytkjær 10’, 15’ (rig.) | Marcatori |  |

| Arbitro: | Sándor Szabó |

|  |           |                |
|  | Marcatori | 19’ Skov Olsen |

| Arbitro: | Aleksei Matyunin |

|                       |           |              |
| Savković 90+4’ (rig.) | Marcatori | 23’ McCauley |

| Arbitro: | Christian Dingert |

|                                   |           |  |
| Murphy 23’ Tavernier 90+2’ (rig.) | Marcatori |  |

| Arbitro: | Jason Barcelo |

|                                      |           |  |
| Pankov 14’ Haskić 53’, 85’ Mrkić 55’ | Marcatori |  |

| Arbitro: | Irfan Peljto |

|          |           |                |
| Bayo 30’ | Marcatori | 15’ Zivzivadze |

| Arbitro: | Radek Příhoda |

|                                                       |           |  |
| Halldórsson 19’ (rig.) Sigurðsson 49’ Baldvinsson 70’ | Marcatori |  |

#### Ritorno
| Arbitro: | Rob Harvey |

|                               |           |                         |
| Buș 35’ Belaïd 53’ Cabral 85’ | Marcatori | 25’ Coulibaly 55’ Tadić |

| Skopje 17 luglio 2018, ore 17:55 CEST | Shkupi           | 0 – 0 referto | Rangers | Arena Philip II (4 750 spett.)\| Arbitro: \| Halil Umut Meler \| |
| Arbitro:                              | Halil Umut Meler |               |         |                                                                  |

| Arbitro: | Marius Avram |

|                                         |           |  |
| Holender 6’, 16’ Danilo 63’ (rig.), 84’ | Marcatori |  |

| Arbitro: | Cătălin Gaman |

|                             |           |              |
| Zajmović 25’ Krpić 29’, 82’ | Marcatori | 5’ Plotnikov |

| Arbitro: | Jovan Kaludjerović |

|                                                                  |           |            |
| Eppel 4’, 11’, 44’, 75’ Eseola 42’ Islamkhan 53’ Vorogovskıı 87’ | Marcatori | 72’ Lafont |

| Arbitro: | Tihomir Pejin |

|                            |           |  |
| Turysbek 12’ Darabayev 83’ | Marcatori |  |

| Arbitro: | Luca Barbeno |

|  |           |           |
|  | Marcatori | 19’ Čyžas |

| Arbitro: | Mohammed Al-Hakim |

|                             |           |              |
| Musonda 50’ Harutyunyan 67’ | Marcatori | 90+5’ Trałka |

| Arbitro: | Donatas Rumšas |

|           |           |  |
| Uzuni 88’ | Marcatori |  |

| Arbitro: | Jens Maae |

|             |           |                 |
| Sačyŭka 28’ | Marcatori | 7’ Roy 75’ Hale |

| Ovidiu 19 luglio 2018, ore 17:00 CEST | Viitorul Costanza | 0 – 0 referto | RU Luxembourg | Central Stadium Hagi Academy (2 130 spett.)\| Arbitro: \| Alexandr Aliyev \| |
| Arbitro:                              | Alexandr Aliyev   |               |               |                                                                              |

| Arbitro: | Suren Baliyan |

|  |           |           |
|  | Marcatori | 8’ Pankov |

| Arbitro: | Alexandru Tean |

|                                                    |           |                   |
| Hussain 28’ (rig.) Hestad 34’, 59’, 90’ Sarr 90+4’ | Marcatori | 62’ (aut.) Forren |

| Arbitro: | Nenad Djokić |

|                 |           |              |
| Ivanov 36’, 56’ | Marcatori | 55’ Noubissi |

| Arbitro: | Giorgi Kruashvili |

|          |           |  |
| Tamm 88’ | Marcatori |  |

| Arbitro: | Nejc Kajtazovic |

|                                                         |           |  |
| Šporar 15’, 25’ Rharsalla Khadfi 33’, 77’ Cmiljanić 52’ | Marcatori |  |

| Arbitro: | Furkat Atazhanov |

|                                 |                      |                                         |
| Černomordijs 44’                | Marcatori            |                                         |
| Lemajić Primão Kārkliņš Bajenko | Tiri di rigore 3 – 5 | Malinov Bodurov Geferson Gyasi Despodov |

| Arbitro: | Sergei Ivanov |

|              |           |                        |
| Mohammed 42’ | Marcatori | 11’ Gueye 86’ Karlsons |

| Arbitro: | Genc Nuza |

|                |           |  |
| Agger 13’, 82’ | Marcatori |  |

| Arbitro: | Mikhail Vilkov |

|                                     |           |                |
| Meza Colli 11’ (rig.) Alxasov 90+1’ | Marcatori | 90+6’ Majdevac |

| Arbitro: | Hugo Miguel |

|            |           |  |
| Atar 45+1’ | Marcatori |  |

| Arbitro: | Admir Šehović |

|                                |           |  |
| Bakaj 24’ (rig.) Bordachev 82’ | Marcatori |  |

| Arbitro: | Nicolas Laforge |

|                |           |          |
| Stefanelli 94’ | Marcatori | 19’ Carr |

| Arbitro: | Ian McNabb |

|  |           |                |
|  | Marcatori | 85’, 89’ Baldé |

| Arbitro: | Rahim Hasanov |

|              |           |           |
| Guillermo 7’ | Marcatori | 85’ Smuga |

| Arbitro: | Eldorjan Hamiti |

|               |           |  |
| Yuste 7’, 62’ | Marcatori |  |

| Arbitro: | Dimitar Meckarovski |

|                     |           |                 |
| Budu Zivzivadze 41’ | Marcatori | 86’, 90+4’ Bayo |

| Arbitro: | Urs Schnyder |

|                                                            |                      |                                                             |
| Dallku Korenica Thaçi Pefqeli Hoxha Boshnjaku Haliti Arago | Tiri di rigore 4 – 5 | Bensi Sacras Hadji Chrappan Muharemović Dikaba Klapp Mersch |

| Arbitro: | Milovan Milacic |

|          |           |                    |
| Antal 6’ | Marcatori | 66’ Møller-Iversen |

| Arbitro: | Eitan Shmuelevitz |

|                              |           |                   |
| Donyoh 58’ Harney 83’ (aut.) | Marcatori | 6’ (rig.) Gormley |

| Arbitro: | Keith Kennedy |

|  |           |                    |
|  | Marcatori | 28’ Joseph-Monrose |

| Arbitro: | Marco Di Bello |

|           |           |                                  |
| Vered 62’ | Marcatori | 73’ Kakubava 83’ (rig.) Gabedava |

| Arbitro: | Vilhjalmur Thorarinsson |

|                  |           |                 |
| Vavro 81’ (rig.) | Marcatori | 75’ Karjalainen |

| Arbitro: | Anders Poulsen |

|                                     |           |                                  |
| Shkurtaj 44’ (rig.), 61’ Ymeraj 55’ | Marcatori | 45+4’, 45+8’ Akinyemi 90+3’ Alfa |

| Arbitro: | Lionel Tschudi |

|                                     |           |  |
| Mujakić 31’ Ahmetoviċ 38’ Resić 72’ | Marcatori |  |

| Arbitro: | Paul Tierney |

|                              |           |  |
| Dervišević 31’ Tavares 90+3’ | Marcatori |  |

| Arbitro: | Daniele Doveri |

|                                   |           |  |
| Pantić 11’ Ožegović 44’ Gomes 83’ | Marcatori |  |

| Arbitro: | Omar Pashayev |

|             |           |                                   |
| Petrović 4’ | Marcatori | 51’ Heinesen 83’ (aut.) Radulovic |

| Arbitro: | Sergei Lapochkin |

|           |           |             |
| Mance 70’ | Marcatori | 90’ Perović |

| Arbitro: | Adrien Jaccottet |

|                     |           |             |
| Hoban 31’ Duffy 33’ | Marcatori | 42’ Debelko |

| Arbitro: | Fyodor Zammit |

|  |           |                                  |
|  | Marcatori | 43’ Bolha 47’ Šimunac 71’ Kamara |

| Arbitro: | Luis Teixeira |

|                                      |           |                                                               |
| Ambrose 1’ (aut.) Olsen 6’, 35’, 57’ | Marcatori | 10’ McGinn 16’ Stevenson 45’ Gray 50’ Ambrose 70’, 77’ Mallan |

| Arbitro: | Dimitrios Massias |

|                           |           |                   |
| Mudražija 15’ Barišić 61’ | Marcatori | 22’ (rig.) Ambros |

| Arbitro: | Trustin Farrugia Cann |

|  |           |                            |
|  | Marcatori | 33’ Savković 90+2’ Čečarić |

| Arbitro: | Ioannis Papadopoulos |

|                                                   |           |  |
| Litauszki 19’ Sanković 21’ Zsótér 49’ Nwobodo 65’ | Marcatori |  |

| Arbitro: | Antti Munukka |

|             |           |           |
| Melnjak 11’ | Marcatori | 73’ Matić |

| Hafnarfjörður 19 luglio 2018, ore 21:15 CEST | FH Hafnarfjörður | 0 – 0 referto | Lahti | Kaplakriki (742 spett.)\| Arbitro: \| Espen Eskås \| |
| Arbitro:                                     | Espen Eskås      |               |       |                                                      |

#### Tabella riassuntiva
| Squadra 1           | Totale          | Squadra 2          | Andata | Ritorno     |
| ------------------- | --------------- | ------------------ | ------ | ----------- |
| Stjarnan            | 3 - 1           | Kalju Nõmme        | 3 - 0  | 0 - 1       |
| Ilves               | 1 - 3           | Slavia Sofia       | 0 - 1  | 1 - 2       |
| KÍ Klaksvík         | 2 - 3           | Žalgiris           | 1 - 2  | 1 - 1       |
| Fola Esch           | 0 - 0 (5-4 dtr) | Prishtina          | 0 - 0  | 0 - 0 (dts) |
| Glenavon            | 3 - 6           | Molde              | 2 - 1  | 1 - 5       |
| DAC Dunajská Streda | 3 - 2           | Dinamo Tbilisi     | 1 - 1  | 2 - 1       |
| Stumbras            | 1 - 2           | Apollōn Limassol   | 1 - 0  | 0 - 2       |
| Široki Brijeg       | 3 - 3 (gfc)     | Domžale            | 2 - 2  | 1 - 1       |
| Rangers             | 2 - 0           | Shkupi             | 2 - 0  | 0 - 0       |
| Qəbələ              | 1 - 2           | Progrès Niedercorn | 0 - 2  | 1 - 0       |
| RU Luxembourg       | 0 - 2           | Viitorul Costanza  | 0 - 2  | 0 - 0       |
| Samt'redia          | 0 - 3           | Tobyl              | 0 - 1  | 0 - 2       |
| Partizani Tirana    | 0 - 3           | Maribor            | 0 - 1  | 0 - 2       |
| Neftçi Baku         | 3 - 5           | Újpest             | 3 - 1  | 0 - 4       |
| Budućnost           | 1 - 3           | AS Trenčín         | 0 - 2  | 1 - 1       |
| Derry City          | 2 - 3           | Dinamo Minsk       | 0 - 2  | 2 - 1       |
| B36 Tórshavn        | 2 - 1           | OFK Titograd       | 0 - 0  | 2 - 1       |
| Górnik Zabrze       | 2 - 1           | Zarea Bălți        | 1 - 0  | 1 - 1       |
| Spartak Subotica    | 3 - 1           | Coleraine          | 1 - 1  | 2 - 0       |
| P'yownik            | 3 - 0           | Vardar             | 1 - 0  | 2 - 0       |
| Shamrock Rovers     | 1 - 2           | AIK                | 0 - 1  | 1 - 1 (dts) |
| GAP Connah's Quay   | 1 - 5           | Šachcër Salihorsk  | 1 - 3  | 0 - 2       |
| Lahti               | 0 - 3           | FH Hafnarfjörður   | 0 - 3  | 0 - 0       |
| Ventspils           | 8 - 3           | Luftëtari          | 5 - 0  | 3 - 3       |
| Cliftonville        | 1 - 3           | Nordsjælland       | 0 - 1  | 1 - 2       |
| Banants             | 1 - 5           | Sarajevo           | 1 - 2  | 0 - 3       |
| Engordany           | 1 - 10          | Qairat             | 0 - 3  | 1 - 7       |
| Petrocub Hîncești   | 2 - 3           | Osijek             | 1 - 1  | 1 - 2       |
| Anorthōsis          | 2 - 2 (gfc)     | Laçi               | 2 - 1  | 0 - 1       |
| Ferencváros         | 1 - 2           | Maccabi Tel Aviv   | 1 - 1  | 0 - 1       |
| Balzan              | 5 - 3           | Keşlə              | 4 - 1  | 1 - 2       |
| Rabotnički          | 2 - 5           | Honvéd             | 2 - 1  | 0 - 4       |
| Rudar Pljevlja      | 0 - 6           | Partizan           | 0 - 3  | 0 - 3       |
| CSKA Sofia          | 1 - 1 (5-3 dtr) | Riga FC            | 1 - 0  | 0 - 1 (dts) |
| Milsami Orhei       | 2 - 9           | Slovan Bratislava  | 2 - 4  | 0 - 5       |
| Radnički Niš        | 5 - 0           | Gżira Utd          | 4 - 0  | 1 - 0       |
| Lech Poznań         | 3 - 2           | Ganjasar           | 2 - 0  | 1 - 2       |
| Chik. Sachkhere     | 2 - 1           | Beitar Gerusalemme | 0 - 0  | 2 - 1       |
| Vaduz               | 3 - 3 (gfc)     | Levski Sofia       | 1 - 0  | 2 - 3       |
| Trans Narva         | 1 - 5           | Željezničar        | 0 - 2  | 1 - 3       |
| Trakai              | 1 - 0           | Ertis              | 0 - 0  | 1 - 0       |
| Hibernian           | 12 - 5          | NSÍ Runavík        | 6 - 1  | 6 - 4       |
| Rudar Velenje       | 10 - 0          | Tre Fiori          | 7 - 0  | 3 - 0       |
| Levadia Tallinn     | 1 - 3           | Dundalk            | 0 - 1  | 1 - 2       |
| ÍBV Vestmannæyja    | 0 - 6           | Sarpsborg 08       | 0 - 4  | 0 - 2       |
| KuPS                | 1 - 2           | Copenaghen         | 0 - 1  | 1 - 1       |
| Liepāja             | 2 - 4           | Häcken             | 0 - 3  | 2 - 1       |

1. 1 2 3 4 5  Inversione di campo rispetto all'esito del sorteggio.

## Secondo turno

### Sorteggio
| Piazzati                                                               | Piazzati                                                                         | Piazzati                                                       | Piazzati                                                                 | Campioni                                                               | Campioni           |
| Gruppo 1                                                               | Gruppo 1                                                                         | Gruppo 2                                                       | Gruppo 2                                                                 | Gruppo 1                                                               | Gruppo 1           |
| Teste di serie                                                         | Non teste di serie                                                               | Teste di serie                                                 | Non teste di serie                                                       | Teste di serie                                                         | Non teste di serie |
| ---------------------------------------------------------------------- | -------------------------------------------------------------------------------- | -------------------------------------------------------------- | ------------------------------------------------------------------------ | ---------------------------------------------------------------------- | ------------------ |
| AZ Alkmaar Burnley Atalanta Molde Žalgiris Vilnius                     | Laçi Aberdeen Vaduz Qaýrat Sarajevo                                              | FCSB Partizan FH Hafnarfjörður Nordsjaelland Slovan Bratislava | Hapoel Haifa AIK Balzan Trakai Rudar Velenje                             | Torpedo Kutaisi Víkingur Gøta The New Saints Valletta Zrinjski Mostar  | Lincoln Red Imps   |
| Gruppo 3                                                               | Gruppo 3                                                                         | Gruppo 4                                                       | Gruppo 4                                                                 | Gruppo 2                                                               | Gruppo 2           |
| Teste di serie                                                         | Non teste di serie                                                               | Teste di serie                                                 | Non teste di serie                                                       | Teste di serie                                                         | Non teste di serie |
| Sparta Praga Maccabi Tel Aviv Admira Wacker Mödling Dundalk AS Trencin | AEK Larnaca Górnik Zabrze CSKA Sofia Radnički Niš Spartak Subotica               | Copenaghen RB Lipsia Ufa Rio Ave P'yownik                      | Jagiellonia Stjarnan Häcken Tobıl Domžale                                | Alaškert Sutjeska Nikšić Drita Valur Dudelange                         | FC Santa Coloma    |
| Gruppo 5                                                               | Gruppo 5                                                                         | Gruppo 6                                                       | Gruppo 6                                                                 | Gruppo 3                                                               | Gruppo 3           |
| Teste di serie                                                         | Non teste di serie                                                               | Teste di serie                                                 | Non teste di serie                                                       | Teste di serie                                                         | Non teste di serie |
| Beşiktaş Dinamo Minsk LASK Linz Progrès Niedercorn Osijek              | DAC Dunajská Streda Rangers Lillestrøm Honvéd B36 Torshavn                       | Siviglia Bordeaux Apollōn Limassol San Gallo Vitesse Atromītos | Viitorul Costanza Újpest Ventspils Dinamo Brest Sarpsborg 08 Željezničar | Crusaders APOEL Nicosia Olimpia Lubiana Spartaks Jūrmala Flora Tallinn | La Fiorita         |
| Gruppo 7                                                               |                                                                                  |                                                                |                                                                          |                                                                        |                    |
| Teste di serie                                                         | Non teste di serie                                                               |                                                                |                                                                          |                                                                        |                    |
| Genk Maribor Asteras Tripolīs Mariupol' Hajduk Spalato Lech Poznań     | Chikhura Sachkhere Djurgården Slavia Sofia Šachcër Salihorsk Hibernian Fola Esch |                                                                |                                                                          |                                                                        |                    |

### Risultati

#### Andata

##### Piazzate
| Ufa 26 luglio 2018, ore 16:00 CEST | Ufa            | 0 – 0 referto | Domžale | Neftyanik (11 210 spett.)\| Arbitro: \| Donatas Rumšas \| |
| Arbitro:                           | Donatas Rumšas |               |         |                                                           |

| Arbitro: | Sergey Lapochkin |

|  |           |             |
|  | Marcatori | 3’ Youssouf |

| Arbitro: | Aliyar Aghayev |

|                 |           |  |
| Eseola 12’, 50’ | Marcatori |  |

| Arbitro: | Davide Massa |

|                 |           |                        |
| Drăguș 44’, 49’ | Marcatori | 54’ Matavž 72’ Linssen |

| Arbitro: | Juri Frischer |

|                          |           |            |
| Fedïn 49’ Nurğalïyev 80’ | Marcatori | 90’ Korjan |

| Arbitro: | Hüseyin Göçek |

|  |           |                     |
|  | Marcatori | 5’ Man 74’ Teixeira |

| Arbitro: | Jens Maae |

|                             |           |               |
| Kaljević 17’ Ljubomirac 67’ | Marcatori | 74’ Savićević |

| Tbilisi 26 luglio 2018, ore 18:00 CEST | Chik. Sachkhere | 0 – 0 referto | Maribor | Stadio Mikheil Meskhi (3 500 spett.)\| Arbitro: \| Kevin Blom \| |
| Arbitro:                               | Kevin Blom      |               |         |                                                                  |

| Arbitro: | Srdjan Jovanović |

|                |           |           |
| Papazoglou 65’ | Marcatori | 53’ Gomes |

| Arbitro: | Aleksandar Stavrev |

|                                                    |           |  |
| Bruma 35’ Matheus Cunha 39’ Kampl 50’ Augustin 84’ | Marcatori |  |

| Arbitro: | John Beaton |

|                                       |           |  |
| Despodov 29’, 34’ Maurides 38’ (rig.) | Marcatori |  |

| Arbitro: | Miroslav Zelinka |

|             |           |                |
| Badji 90+4’ | Marcatori | 37’ Javors'kyj |

| Arbitro: | Mohammed Al-Hakim |

|            |           |  |
| Baráth 82’ | Marcatori |  |

| Arbitro: | Paolo Silvio Mazzoleni |

|                             |           |  |
| Kjartansson 51’, 69’ (rig.) | Marcatori |  |

| Arbitro: | Adrien Jaccottet |

|                                       |           |  |
| Håland 6’ (rig.) Hestad 24’ James 79’ | Marcatori |  |

| Arbitro: | István Vad |

|           |           |  |
| Antal 86’ | Marcatori |  |

| Arbitro: | Ricardo De Burgos |

|           |           |  |
| Machaj 9’ | Marcatori |  |

| Arbitro: | Svein Oddvar Moen |

|           |           |                 |
| Bakaj 53’ | Marcatori | 89’ Reis Amaral |

| Arbitro: | José María Sanchez Martinez |

|                                           |           |                                                |
| Filipović 5’ Savicki 13’ (rig.), 61’, 70’ | Marcatori | 74’ Manousos 80’ (aut.) Veretilo 88’ Koulourīs |

| Arbitro: | Aleksei Eskov |

|                                               |           |  |
| Goiginger 6’, 70’ Holland 45+1’ Frieser 90+1’ | Marcatori |  |

| Arbitro: | Sébastien Delferière |

|              |           |  |
| Andersen 11’ | Marcatori |  |

| Arbitro: | Ievgenii Aranovskiy |

|  |           |                   |
|  | Marcatori | 8’ Lens 26’ Gönül |

| Arbitro: | Martin Strömbergsson |

|                                                                  |           |  |
| Malinovs'kyj 4’ Pozuelo 19’ Trossard 25’, 73’ (rig.) Dewaest 28’ | Marcatori |  |

| Arbitro: | Mattias Gestranius |

|  |           |            |
|  | Marcatori | 39’ Azango |

| Arbitro: | István Kovács |

|          |           |  |
| Said 79’ | Marcatori |  |

| Arbitro: | Fabio Verissimo |

|                     |           |           |
| Hefti 41’ Buess 66’ | Marcatori | 6’ Heintz |

| Arbitro: | Tamás Bognár |

|                         |           |                       |
| Tolói 11’ Mancini 45+3’ | Marcatori | 67’ Handžić 72’ Šišić |

| Arbitro: | Georgi Kabakov |

|                        |           |  |
| Januševskij 57’ (aut.) | Marcatori |  |

| Arbitro: | Alexander Harkam |

|           |           |                                   |
| Krpić 90’ | Marcatori | 23’ (aut.) Bogičević 79’ Sachetti |

| Arbitro: | Daniel Siebert |

|                          |           |           |
| Mackay-Steven 19’ (rig.) | Marcatori | 80’ Vokes |

| Dundalk 26 luglio 2018, ore 20:45 CEST | Dundalk        | 0 – 0 referto | AEK Larnaca | Oriel Park (3 000 spett.)\| Arbitro: \| Harald Lechner \| |
| Arbitro:                               | Harald Lechner |               |             |                                                           |

| Arbitro: | Andreas Ekberg |

|                                    |           |                        |
| Ambrose 64’ Gray 77’ Kamberi 90+3’ | Marcatori | 12’, 35’ Kyriakopoulos |

| Arbitro: | Paweł Gil |

|  |           |             |
|  | Marcatori | 18’ Morelos |

| Arbitro: | Paweł Raczkowski |

|                        |           |  |
| Ćalasan 8’ Đuričin 57’ | Marcatori |  |

| Arbitro: | Serhij Bojko |

|                    |           |                                     |
| Pačinda 45’ (rig.) | Marcatori | 24’ Behunoŭ 77’ Makas 90+4’ Nikolić |

| Arbitro: | Robert Schörgenhofer |

|  |           |                       |
|  | Marcatori | 52’ Kodro 58’ Fischer |

| Arbitro: | Andris Treimanis |

|                                                          |           |  |
| Navas 7’ Ben Yedder 32’ (rig.) Sarabia 44’ Vázquez 90+2’ | Marcatori |  |

##### Campioni
| Arbitro: | Vitali Meshkov |

|                                                             |           |  |
| Kobzar' 6’, 26’ Maleev 20’ Šlampe 64’ Smith 66’ Stuglis 73’ | Marcatori |  |

| Arbitro: | Artyom Kuchin |

|                                       |           |  |
| Kapanadze 27’ Kimadze 73’ Kutalia 84’ | Marcatori |  |

| Arbitro: | Leontios Trattou |

|                             |           |               |
| Perez 66’ Turpel 81’ (rig.) | Marcatori | 45+2’ Shabani |

| Arbitro: | Marco Fritz |

|                                                                              |           |  |
| Tavares 25’ Lucas Souza 44’ Nuno Morais 47’ (rig.) Sallai 73’ Dellatorre 78’ | Marcatori |  |

| Arbitro: | Neil Doyle |

|             |           |                |
| Bilbija 51’ | Marcatori | 90’ Fontanella |

| Arbitro: | Sebastian Colţescu |

|                      |           |  |
| Eiríksson 72’ (aut.) | Marcatori |  |

| Arbitro: | Enea Jorgji |

|                                              |           |              |
| Boateng 30’, 68’ Črnic 56’, 75’ Kadrić 90+2’ | Marcatori | 73’ Forsythe |

| Arbitro: | Alain Bieri |

|  |           |               |
|  | Marcatori | 11’ Zeljković |

| Arbitro: | Thorvaldur Árnason |

|                    |           |               |
| Ebbe 6’ Hudson 83’ | Marcatori | 31’ Chipolina |

#### Ritorno

##### Piazzate
| Arbitro: | Petr Ardeleanu |

|            |           |  |
| Konaté 82’ | Marcatori |  |

| Arbitro: | Filip Glova |

|           |           |                                       |
| Bensi 61’ | Marcatori | 13’, 63’ Zhegrova 16’ Heynen 59’ Gano |

| Arbitro: | Kristo Tohver |

|  |           |                                 |
|  | Marcatori | 41’ (rig.) Aursnes 45+1’ Strand |

| Arbitro: | Fran Jović |

|                                        |           |  |
| Tričkovski 13’, 38’ Tete 21’ Tomás 87’ | Marcatori |  |

| Arbitro: | Ole Hobber Nilsen |

|                                                 |           |           |
| Angulo 10’ (aut.) Čataković 20’, 90’ Azango 59’ | Marcatori | 60’ Smuga |

| Arbitro: | Antti Munukka |

|                                                     |           |          |
| Nikolić 19’, 58’ Khvaschinski 47’ Ivanov 51’ (rig.) | Marcatori | 73’ Vida |

| Arbitro: | Daniele Doveri |

|                             |           |                                  |
| Ivanov 45’ (rig.) Jomov 70’ | Marcatori | 25’ Jurić 55’ (rig.), 87’ Caktaš |

| Arbitro: | Stephan Klossner |

|           |           |               |
| Osipov 9’ | Marcatori | 45+3’ Miletić |

| Arbitro: | Mete Kalkavan |

|              |           |           |
| Irandust 85’ | Marcatori | 47’ Bruno |

| Arbitro: | Vilhjalmur Thorarinsson |

|           |           |                          |
| Olsen 79’ | Marcatori | 35’ Goiginger 65’ Tetteh |

| Arbitro: | Pol van Boekel |

|           |           |                                |
| Bakış 55’ | Marcatori | 14’, 53’ Maurides 80’ Jorginho |

| Arbitro: | Jérôme Brisard |

|  |           |           |
|  | Marcatori | 29’ Olsen |

| Arbitro: | Nikola Popov |

|                              |           |         |
| Papoulīs 2’, 57’ (rig.), 90’ | Marcatori | 43’ Zec |

| Arbitro: | Rob Harvey |

|                                  |           |           |
| Pichal'onok 63’ Fomin 97’ (rig.) | Marcatori | 77’ Badji |

| Arbitro: | Sebastian Colţescu |

|                       |           |                    |
| Šural 28’ Plavšić 66’ | Marcatori | 75’ (rig.) Čečarić |

| Arbitro: | Anastasios Papapetrou |

|            |           |              |
| Dossou 34’ | Marcatori | 66’ Šimkovič |

| Arbitro: | Eitan Shmuelevitz |

|              |           |                  |
| Manousos 80’ | Marcatori | 90+5’ Njachajčyk |

| Arbitro: | Karim Abed |

|                            |           |  |
| De Almeida 21’ Marques 84’ | Marcatori |  |

| Arbitro: | Benoît Millot |

|                 |           |            |
| Tsilianidīs 56’ | Marcatori | 44’ McGinn |

| Arbitro: | Carlos Xistra |

|                                                                    |           |  |
| Larin 31’, 61’, 79’ Erkin 43’ Özyakup 74’ Vágner Love 90+3’ (rig.) | Marcatori |  |

| Arbitro: | Paul Tierney |

|                                          |           |  |
| Fischer 4’ Holse 24’ Kodro 39’, 47’, 74’ | Marcatori |  |

| Arbitro: | Kevin Clancy |

|                                    |           |            |
| Matavž 23’ Linssen 48’ Beerens 77’ | Marcatori | 50’ Drăguș |

| Arbitro: | Halil Umut Meler |

|                           |           |  |
| Zahovič 70’ Tavares 90+6’ | Marcatori |  |

| Arbitro: | Stuart Attwell |

|  |           |                                                                                   |
|  | Marcatori | 4’ Palomino 15’, 28’ Gómez 18’ Masiello 39’ (aut.) Ahmetović 51’, 70’, 87’ Barrow |

| Arbitro: | Arnold Hunter |

|            |           |           |
| Bizjak 50’ | Marcatori | 87’ Jokić |

| Arbitro: | Sergei Ivanov |

|                                                      |           |  |
| Tănase 22’ (rig.) Moruțan 49’ Coman 68’ Benzar 90+3’ | Marcatori |  |

| Arbitro: | Alexandre Boucaut |

|                           |           |          |
| Čavrić 7’ Šporar 70’, 71’ | Marcatori | 77’ Cadu |

| Arbitro: | Dimitar Mečkarovski |

|                                  |           |                      |
| Til 41’ Koopmeiners 90+4’ (rig.) | Marcatori | 28’ (rig.) Islamkhan |

| Arbitro: | Hugo Miguel |

|                      |           |              |
| Kamano 9’ Koundé 48’ | Marcatori | 66’ Akinyemi |

| Arbitro: | Massimiliano Irrati |

|                                      |           |              |
| Wood 6’ Cork 102’ Barnes 114’ (rig.) | Marcatori | 27’ Ferguson |

| Arbitro: | Christian Dingert |

|                        |           |            |
| Gytkjær 15’, 94’, 118’ | Marcatori | 79’ Laptev |

| Arbitro: | Dennis Higler |

|           |           |                    |
| Katić 53’ | Marcatori | 89’ (aut.) Goldson |

| Arbitro: | Frank Schneider |

|               |           |  |
| Mortensen 31’ | Marcatori |  |

| Arbitro: | Nicolas Rainville |

|                         |           |                            |
| Stanisavljević 44’, 58’ | Marcatori | 33’ (aut.) Pankov 38’ Atar |

| Arbitro: | Marco Di Bello |

|                                          |           |                                            |
| Galeno 27’, 45+2’ Gelson 63’ Furtado 84’ | Marcatori | 6’ Sheridan 56’, 79’ Romančuk 72’ Pospíšil |

| Arbitro: | Kiriil Levnikov |

|            |           |                             |
| Zsótér 77’ | Marcatori | 36’, 50’ Sarabia 83’ Muriel |

| Arbitro: | Sjarhej Cynkevič |

|  |           |           |
|  | Marcatori | 68’ Elbaz |

##### Campioni
| Erevan 2 agosto 2018, ore 17:00 CEST | Alaškert        | 0 – 0 referto | Sutjeska | Stadio Repubblicano Vazgen Sargsyan (6 735 spett.)\| Arbitro: \| Ivaylo Stoyanov \| |
| Arbitro:                             | Ivaylo Stoyanov |               |          |                                                                                     |

| Arbitro: | Amaury Delerue |

|                   |           |  |
| Kams 32’ Poom 37’ | Marcatori |  |

| Arbitro: | Rade Obrenovic |

|          |           |                           |
| Borg 56’ | Marcatori | 31’ Barišić 66’ Filipović |

| Arbitro: | Petri Viljanen |

|            |           |          |
| Romero 41’ | Marcatori | 82’ Ebbe |

| Arbitro: | Lee Evans |

|  |           |                                                     |
|  | Marcatori | 11’ Lačný 24’ Kobakhidze 59’ Azac'kyj 81’ Kapanadze |

| Arbitro: | Michael Tykgaard |

|            |           |            |
| Limani 26’ | Marcatori | 46’ Stumpf |

| Arbitro: | Alan Mario Sant |

|  |           |                              |
|  | Marcatori | 26’, 65’ Smith 45+2’ Aguirre |

| Arbitro: | Oliver Drachta |

|             |           |           |
| Heatley 41’ | Marcatori | 15’ Kapun |

| Arbitro: | Irfan Peljto |

|                                             |           |  |
| Lárusson 53’ Eiríksson 63’ Adolphsson 90+4’ | Marcatori |  |

#### Tabella riassuntiva
| Squadra 1           | Totale      | Squadra 2          | Andata   | Ritorno     |
| Campioni            | Campioni    | Campioni           | Campioni | Campioni    |
| ------------------- | ----------- | ------------------ | -------- | ----------- |
| The New Saints      | 3 - 2       | Lincoln Red Imps   | 2 - 1    | 1 - 1       |
| Torpedo Kutaisi     | 7 - 0       | Víkingur Gøta      | 3 - 0    | 4 - 0       |
| Zrinjski Mostar     | 3 - 2       | Valletta           | 1 - 1    | 2 - 1       |
| FC Santa Coloma     | 1 - 3       | Valur              | 1 - 0    | 0 - 3       |
| Sutjeska Nikšić     | 0 - 1       | Alaškert           | 0 - 1    | 0 - 0       |
| F91 Dudelange       | 3 - 2       | Drita              | 2 - 1    | 1 - 1       |
| Spartaks Jūrmala    | 9 - 0       | La Fiorita         | 6 - 0    | 3 - 0       |
| APOEL Nicosia       | 5 - 2       | Flora Tallinn      | 5 - 0    | 0 - 2       |
| Olimpia Lubiana     | 6 - 2       | Crusaders          | 5 - 1    | 1 - 1       |
| Piazzate            |             |                    |          |             |
| Molde               | 5 - 0       | Laçi               | 3 - 0    | 2 - 0       |
| Atalanta            | 10 - 2      | Sarajevo           | 2 - 2    | 8 - 0       |
| Žalgiris Vilnius    | 2 - 1       | Vaduz              | 1 - 0    | 1 - 1       |
| Qaýrat              | 3 - 2       | AZ Alkmaar         | 2 - 0    | 1 - 2       |
| Aberdeen            | 2 - 4       | Burnley            | 1 - 1    | 1 - 3 (dts) |
| Partizan            | 2 - 1       | Trakai             | 1 - 0    | 1 - 1       |
| Balzan              | 3 - 4       | Slovan Bratislava  | 2 - 1    | 1 - 3       |
| Nordsjælland        | 2 - 0       | AIK                | 1 - 0    | 1 - 0       |
| Rudar Velenje       | 0 - 6       | FCSB               | 0 - 2    | 0 - 4       |
| Hapoel Haifa        | 2 - 1       | FH Hafnarfjörðar   | 1 - 1    | 1 - 0       |
| Dundalk             | 0 - 4       | AEK Larnaca        | 0 - 0    | 0 - 4       |
| Górnik Zabrze       | 1 - 5       | AS Trenčín         | 0 - 1    | 1 - 4       |
| Maccabi Tel Aviv    | 4 - 2       | Radnički Niš       | 2 - 0    | 2 - 2       |
| CSKA Sofia          | 6 - 1       | Admira Wacker      | 3 - 0    | 3 - 1       |
| Spartak Subotica    | 3 - 2       | Sparta Praga       | 2 - 0    | 1 - 2       |
| RB Lipsia           | 5 - 1       | Häcken             | 4 - 0    | 1 - 1       |
| Stjarnan            | 0 - 7       | Copenaghen         | 0 - 2    | 0 - 5       |
| Ufa                 | 1 - 1 (gfc) | Domžale            | 0 - 0    | 1 - 1       |
| Tobıl               | 2 - 2 (gfc) | P'yownik           | 2 - 1    | 0 - 1       |
| Jagiellonia         | 5 - 4       | Rio Ave            | 1 - 0    | 4 - 4       |
| LASK Linz           | 6 - 1       | Lillestrøm         | 4 - 0    | 2 - 1       |
| Honvéd              | 1 - 2       | Progrès Niedercorn | 1 - 0    | 0 - 2       |
| Osijek              | 1 - 2       | Rangers            | 0 - 1    | 1 - 1       |
| B36 Torshavn        | 0 - 8       | Beşiktaş           | 0 - 2    | 0 - 6       |
| DAC Dunajská Streda | 2 - 7       | Dinamo Minsk       | 1 - 3    | 1 - 4       |
| Ventspils           | 1 - 3       | Bordeaux           | 0 - 1    | 1 - 2       |
| Željezničar         | 2 - 5       | Apollon Limassol   | 1 - 2    | 1 - 3       |
| Viitorul Costanza   | 3 - 5       | Vitesse            | 2 - 2    | 1 - 3       |
| San Gallo           | 2 - 2 (gfc) | Sarpsborg 08       | 2 - 1    | 0 - 1       |
| Dinamo Brest        | 5 - 4       | Atromītos          | 4 - 3    | 1 - 1       |
| Siviglia            | 7 - 1       | Újpest             | 4 - 0    | 3 - 1       |
| Šachcër Salihorsk   | 2 - 4       | Lech Poznań        | 1 - 1    | 1 - 3 (dts) |
| Hibernian           | 4 - 3       | Asteras Tripolīs   | 3 - 2    | 1 - 1       |
| Chikhura Sachkhere  | 0 - 2       | Maribor            | 0 - 0    | 0 - 2       |
| Genk                | 9 - 1       | Fola Esch          | 5 - 0    | 4 - 1       |
| Djurgården          | 2 - 3       | Mariupol'          | 1 - 1    | 1 - 2 (dts) |
| Hajduk Spalato      | 4 - 2       | Slavia Sofia       | 1 - 0    | 3 - 2       |

1. ↑  Inversione di campo rispetto all'esito del sorteggio.

## Terzo turno

### Sorteggio
| Piazzati                                                        | Piazzati                                                                  | Piazzati                                         | Piazzati                                             | Campioni                                               | Campioni                                                                |
| Gruppo 1                                                        | Gruppo 1                                                                  | Gruppo 2                                         | Gruppo 2                                             | Gruppo 1                                               | Gruppo 1                                                                |
| Teste di serie                                                  | Non teste di serie                                                        | Teste di serie                                   | Non teste di serie                                   | Teste di serie                                         | Non teste di serie                                                      |
| --------------------------------------------------------------- | ------------------------------------------------------------------------- | ------------------------------------------------ | ---------------------------------------------------- | ------------------------------------------------------ | ----------------------------------------------------------------------- |
| Zenit S. Pietroburgo Sturm Graz Maccabi Tel Aviv Burnley Rijeka | Istanbul Basaksehir Dinamo Minsk Sarpsborg 08 AEK Larnaca P'yownik        | Basilea Braga Genk Partizan Atalanta             | Zorja Lech Poznań Vitesse Hapoel Haifa Nordsjaelland | Ludogorec CFR Cluj HJK Sheriff Tiraspol Legia Varsavia | Zrinjski Mostar Valur Alaškert Dudelange Olimpia Lubiana                |
| Gruppo 3                                                        | Gruppo 3                                                                  | Gruppo 4                                         | Gruppo 4                                             | Gruppo 2                                               | Gruppo 2                                                                |
| Teste di serie                                                  | Non teste di serie                                                        | Teste di serie                                   | Non teste di serie                                   | Teste di serie                                         | Non teste di serie                                                      |
| Siviglia FCSB Qaýrat Rapid Vienna Molde                         | Hibernian Hajduk Spalato Sigma Olomouc Žalgiris Vilnius Slovan Bratislava | Olympiacos Copenaghen Maribor Feyenoord Bordeaux | Mariupol' CSKA Sofia Lucerna Rangers AS Trencin      | Midtjylland Kukësi Hapoel Beer Sheva Sūduva Rosenborg  | The New Saints Torpedo Kutaisi Spartaks Jūrmala APOEL Nicosia Cork City |
| Gruppo 5                                                        |                                                                           |                                                  |                                                      |                                                        |                                                                         |
| Teste di serie                                                  | Non teste di serie                                                        |                                                  |                                                      |                                                        |                                                                         |
| Beşiktaş Spartak Subotica Gent RB Lipsia Ufa Apollōn Limassol   | Jagiellonia LASK Linz Dinamo Brest Brøndby CSU Craiova Progrès Niedercorn |                                                  |                                                      |                                                        |                                                                         |

### Risultati

#### Andata

##### Piazzate
| Erevan 7 agosto 2018, ore 18:00 CEST | P'yownik       | 0 – 0 referto | Maccabi Tel Aviv | Stadio Repubblicano Vazgen Sargsyan (12 500 spett.)\| Arbitro: \| Pol van Boekel \| |
| Arbitro:                             | Pol van Boekel |               |                  |                                                                                     |

| Arbitro: | Stephan Klossner |

|                      |           |           |
| Sly 38’ Oblyakov 63’ | Marcatori | 80’ Thill |

| Arbitro: | Harald Lechner |

|            |           |                                                |
| Buzaglo 7’ | Marcatori | 18’ Hateboer 20’ Zapata 65’ Pašalić 86’ Barrow |

| Arbitro: | Paweł Gil |

|                                  |           |              |
| Konaté 25’ Cunha 77’ Poulsen 87’ | Marcatori | 90+3’ Martić |

| Arbitro: | Carlos Xistra |

|                                                    |           |  |
| Zelaya 46’, 58’ Marković 87’ Veretilo 90+2’ (aut.) | Marcatori |  |

| Arbitro: | Anastasios Papapetrou |

|                                              |           |  |
| Nikolić 12’, 67’ Chvaščynski 32’ Galović 41’ | Marcatori |  |

| Arbitro: | Ivan Bebek |

|            |           |                                 |
| Myšn'ov 7’ | Marcatori | 33’, 37’ Laborde 49’ Tchouaméni |

| Arbitro: | Massimiliano Irrati |

|                      |           |  |
| Sladký 21’ Pilař 50’ | Marcatori |  |

| Arbitro: | Mohammed Al-Hakim |

|  |           |                            |
|  | Marcatori | 46’ Truyols 74’ Tričkovski |

| Arbitro: | Robert Schörgenhofer |

|                               |           |  |
| Mance 6’, 37’, 63’ Azango 44’ | Marcatori |  |

| Arbitro: | Ali Palabıyık |

|  |           |           |
|  | Marcatori | 85’ David |

| Arbitro: | Bart Vertenten |

|              |           |                            |
| Maurides 15’ | Marcatori | 64’ Vavro 74’ (rig.) Kodro |

| Arbitro: | Alejandro Hernández Hernández |

|               |           |                       |
| Rasmussen 71’ | Marcatori | 10’ Gomes 64’ Zakarić |

| Arbitro: | Bartosz Frankowski |

|          |           |  |
| Babel 6’ | Marcatori |  |

| Arbitro: | François Letexier |

|                                               |           |  |
| Christodoulopoulos 10’, 33’ Guerrero 36’, 84’ | Marcatori |  |

| Arbitro: | Georgi Kabakov |

|  |           |                       |
|  | Marcatori | 90+3’ van Wolfswinkel |

| Arbitro: | Marius Avram |

|                              |           |  |
| Malinovs'kyj 44’ Samatta 56’ | Marcatori |  |

| Istanbul 9 agosto 2018, ore 20:00 CEST | İstanbul Başakşehir | 0 – 0 referto | Burnley | Stadio Başakşehir Fatih Terim (4 503 spett.)\| Arbitro: \| Srđan Jovanović \| |
| Arbitro:                               | Srđan Jovanović     |               |         |                                                                               |

| Arbitro: | Tobias Welz |

|               |           |           |
| Karavajev 72’ | Marcatori | 69’ Horta |

| Arbitro: | Kevin Blom |

|  |           |                        |
|  | Marcatori | 29’ Kaiser 47’ Mukhtar |

| Arbitro: | Roi Reinshreiber |

|                                               |           |           |
| Morelos 6’ Tavernier 50’ (rig.) Coulibaly 86’ | Marcatori | 40’ Viler |

| Spalato 9 agosto 2018, ore 20:45 CEST | Hajduk Spalato | 0 – 0 referto | FCSB | Stadio di Poljud (25 764 spett.)\| Arbitro: \| Tiago Martins \| |
| Arbitro:                              | Tiago Martins  |               |      |                                                                 |

| Edimburgo 9 agosto 2018, ore 20:45 CEST | Hibernian   | 0 – 0 referto | Molde | Easter Road (16 339 spett.)\| Arbitro: \| Ádám Farkas \| |
| Arbitro:                                | Ádám Farkas |               |       |                                                          |

| Arbitro: | Kevin Clancy |

|                  |           |            |
| Zachariassen 72’ | Marcatori | 83’ Gorgon |

| Arbitro: | Paweł Raczkowski |

|                              |           |            |
| Božikov 29’ Barać 49’ (aut.) | Marcatori | 12’ Schwab |

| Arbitro: | Bojan Pandžić |

|            |           |  |
| Banega 34’ | Marcatori |  |

##### Campioni
| Arbitro: | Thorvaldur Árnason |

|  |           |               |
|  | Marcatori | 52’ Guilherme |

| Arbitro: | Serhij Bojko |

|  |           |                         |
|  | Marcatori | 5’, 49’ (rig.) Țucudean |

| Arbitro: | Aleksei Eskov |

|                      |           |                                  |
| Ogu 42’ Nwakaeme 70’ | Marcatori | 13’ (rig.) Morais 28’ Dellatorre |

| Arbitro: | Vitali Meshkov |

|          |           |  |
| Moți 16’ | Marcatori |  |

| Arbitro: | Arnold Hunter |

|               |           |  |
| Badibanga 85’ | Marcatori |  |

| Arbitro: | Alan Mario Sant |

|                                                         |           |                            |
| Kukhianidze 3’, 15’ Marin 28’ Kimadze 31’ Kapanadze 86’ | Marcatori | 22’ Harba 88’ (rig.) Plaku |

| Arbitro: | Benoît Millot |

|                                      |           |  |
| Abass 38’, 59’ Kronaveter 50’ (rig.) | Marcatori |  |

| Arbitro: | Petr Ardeleanu |

|  |           |               |
|  | Marcatori | 22’, 44’ Levi |

| Arbitro: | Peter Kralović |

|  |           |                 |
|  | Marcatori | 9’, 27’ Onuachu |

| Arbitro: | Halis Özkahya |

|              |           |                                 |
| Carlitos 27’ | Marcatori | 24’ Couturier 62’ (rig.) Turpel |

#### Ritorno

##### Piazzate
| Arbitro: | Sandro Schärer |

|           |           |                       |
| Eppel 61’ | Marcatori | 19’ Nešpor 51’ Houska |

| Arbitro: | Manuel Schüttengruber |

|                                 |           |                     |
| Alikin 2’ (aut.) De Almeida 72’ | Marcatori | 51’, 90+3’ Paurević |

| Arbitro: | Paolo Valeri |

|                                                       |           |  |
| Tričkovski 8’, 67’, 80’ Larena 65’ (rig.) Florian 86’ | Marcatori |  |

| Arbitro: | Miroslav Zelinka |

|           |           |              |
| Baicu 85’ | Marcatori | 39’ Sabitzer |

| Arbitro: | Halil Umut Meler |

|                 |           |             |
| N'Doye 23’, 64’ | Marcatori | 58’ Evandro |

| Arbitro: | Enea Jorgji |

|  |           |                                          |
|  | Marcatori | 6’, 83’ Nolito 7’, 44’ Sarabia 80’ Arana |

| Arbitro: | Dennis Higler |

|                             |           |  |
| Håland 35’, 82’ Aursnes 66’ | Marcatori |  |

| Arbitro: | Sébastien Delferière |

|                                                                                           |           |            |
| Paredes 22’ Noboa 66’ Dzjuba 75’, 78’, 115’ (rig.) Driussi 109’ Mak 120+2’ (rig.), 120+3’ | Marcatori | 99’ Yahaya |

| Arbitro: | Kirill Levnikov |

|              |           |                                          |
| Demhasaj 82’ | Marcatori | 23’, 59’ Christodoulopoulos 68’ Guerrero |

| Arbitro: | Ville Nevalainen |

|                    |           |            |
| Mikha 55’ Atar 68’ | Marcatori | 11’ Voynov |

| Arbitro: | Martin Strömbergsson |

|                |           |  |
| Nekhajchik 86’ | Marcatori |  |

| Arbitro: | Nikola Dabanović |

|                           |           |             |
| J. Victor 42’ Frieser 69’ | Marcatori | 90’ Negredo |

| Arbitro: | Hüseyin Göçek |

|                          |           |           |
| Kaiser 69’ Wilczek 90+3’ | Marcatori | 80’ Đenić |

| Arbitro: | Daniel Siebert |

|           |           |  |
| Ajeti 30’ | Marcatori |  |

| Arbitro: | Schneider |

|                            |           |  |
| Zapata 71’ Cornelius 90+2’ | Marcatori |  |

| Maribor 16 agosto 2018, ore 20:15 CEST | Maribor         | 0 – 0 referto | Rangers | Stadion Ljudski vrt (11 166 spett.)\| Arbitro: \| Jonathan Lardot \| |
| Arbitro:                               | Jonathan Lardot |               |         |                                                                      |

| Arbitro: | Marco Guida |

|           |           |                                   |
| Cywka 50’ | Marcatori | 19’ Samatta 45+1’ (rig.) Trossard |

| Arbitro: | Bastian Dankert |

|                                    |           |              |
| Awoniyi 13’ Jaremčuk 84’ David 89’ | Marcatori | 58’ Pospíšil |

| Arbitro: | Jakob Kehlet |

|              |           |          |
| Botteghin 8’ | Marcatori | 9’ Mance |

| Arbitro: | Juan Martínez Munuera |

|                           |           |          |
| Gnohéré 55’ (rig.), 90+3’ | Marcatori | 82’ Said |

| Arbitro: | Kristo Tohver |

|                                       |           |                   |
| Miletić 11’ Janković 30’ Marković 35’ | Marcatori | 9’ Olsen 76’ Amon |

| Arbitro: | Andrew Dallas |

|                          |           |           |
| Poundjé 54’ Sankharé 56’ | Marcatori | 66’ Fomin |

| Arbitro: | István Kovács |

|          |           |  |
| Cork 97’ | Marcatori |  |

| Arbitro: | Donatas Rumšas |

|  |           |               |
|  | Marcatori | 83’ Mortensen |

| Arbitro: | Davide Massa |

|                                     |           |  |
| Knasmüllner 3’, 79’, 90+4’ Murg 84’ | Marcatori |  |

| Arbitro: | Aleksandar Stavrev |

|                      |           |                                |
| Novais 65’ Horta 73’ | Marcatori | 70’ Rafael Ratão 83’ Karavajev |

##### Campioni
| Arbitro: | Jevhen Aranovs'kyj |

|                |           |                                                                |
| Chrisantus 85’ | Marcatori | 20’ Abass 72’ Avramovski 75’ (aut.) Rafinha 90+2’ (rig.) Brkić |

| Marijampolė 16 agosto 2018, ore 19:00 CEST | Sūduva            | 0 – 0 referto | Spartaks Jūrmala | Sūduva Stadium (2 417 spett.)\| Arbitro: \| Ole Hobber Nilsen \| |
| Arbitro:                                   | Ole Hobber Nilsen |               |                  |                                                                  |

| Arbitro: | Alain Bieri |

|                                  |           |  |
| Reginaldo 29’ (rig.), 76’ (rig.) | Marcatori |  |

| Arbitro: | Mattias Gestranius |

|                                                   |           |               |
| Nwakaeme 64’ (aut.) Lucas Souza 79’, 90+3’ (rig.) | Marcatori | 19’ Ben Basat |

| Arbitro: | Irfan Peljto |

|                            |           |          |
| George 16’ Okosun 62’, 80’ | Marcatori | 22’ Ebbe |

| Arbitro: | Vilhjálmur Thórarinsson |

|                                                           |           |  |
| Culio 19’ (rig.) Omrani 45+1’, 62’ Hoban 58’ Mailat 90+2’ | Marcatori |  |

| Arbitro: | Ivaylo Stoyanov |

|                       |           |                |
| Stumpf 7’ Stélvio 17’ | Marcatori | 33’, 86’ Kanté |

| Arbitro: | Bas Nijhuis |

|               |           |            |
| Bilbija 90+2’ | Marcatori | 24’ Keșerü |

| Arbitro: | Mads-Kristoffer Kristoffersen |

|                                         |           |  |
| Šerbečić 26’ Søderlund 34’ Trondsen 58’ | Marcatori |  |

| Arbitro: | Alexandre Boucaut |

|                                  |           |               |
| Sigurðsson 40’ Halldórsson 90+1’ | Marcatori | 68’ Badibanga |

#### Tabella riassuntiva
| Squadra 1           | Totale      | Squadra 2             | Andata   | Ritorno     |
| Campioni            | Campioni    | Campioni              | Campioni | Campioni    |
| ------------------- | ----------- | --------------------- | -------- | ----------- |
| Ludogorec           | 2 - 1       | Zrinjski Mostar       | 1 - 0    | 1 - 1       |
| Legia Varsavia      | 3 - 4       | F91 Dudelange         | 1 - 2    | 2 - 2       |
| Alaškert            | 0 - 7       | CFR Cluj              | 0 - 2    | 0 - 5       |
| Olimpia Lubiana     | 7 - 1       | HJK                   | 3 - 0    | 4 - 1       |
| Sheriff Tiraspol    | 2 - 2 (gfc) | Valur                 | 1 - 0    | 1 - 2       |
| Cork City           | 0 - 5       | Rosenborg             | 0 - 2    | 0 - 3       |
| Spartaks Jūrmala    | 0 - 1       | Sūduva                | 0 - 1    | 0 - 0       |
| The New Saints      | 1 - 5       | Midtjylland           | 0 - 2    | 1 - 3       |
| Hapoel Be'er Sheva  | 3 - 5       | APOEL                 | 2 - 2    | 1 - 3       |
| T'orp'edo Kutaisi   | 5 - 4       | Kukësi                | 5 - 2    | 0 - 2       |
| Piazzate            |             |                       |          |             |
| P'yownik            | 1 - 2       | Maccabi Tel Aviv      | 0 - 0    | 1 - 2       |
| Dinamo Minsk        | 5 - 8       | Zenit San Pietroburgo | 4 - 0    | 1 - 8 (dts) |
| Sturm Graz          | 0 - 7       | AEK Larnaca           | 0 - 2    | 0 - 5       |
| Sarpsborg 08        | 2 - 1       | Rijeka                | 1 - 1    | 1 - 0       |
| İstanbul Başakşehir | 0 - 1       | Burnley               | 0 - 0    | 0 - 1 (dts) |
| Zorja               | 3 - 3 (gfc) | Braga                 | 1 - 1    | 2 - 2       |
| Hapoel Haifa        | 1 - 6       | Atalanta              | 1 - 4    | 0 - 2       |
| Genk                | 4 - 1       | Lech Poznań           | 2 - 0    | 2 - 1       |
| Vitesse             | 0 - 2       | Basilea               | 0 - 1    | 0 - 1       |
| Nordsjælland        | 3 - 5       | Partizan              | 1 - 2    | 2 - 3       |
| Hibernian           | 0 - 3       | Molde                 | 0 - 0    | 0 - 3       |
| Hajduk Spalato      | 1 - 2       | FCSB                  | 0 - 0    | 1 - 2       |
| Siviglia            | 6 - 0       | Žalgiris              | 1 - 0    | 5 - 0       |
| Sigma Olomouc       | 4 - 1       | Qairat                | 2 - 0    | 2 - 1       |
| Slovan Bratislava   | 2 - 5       | Rapid Vienna          | 2 - 1    | 0 - 4       |
| Mariupol'           | 2 - 5       | Bordeaux              | 1 - 3    | 1 - 2       |
| CSKA Sofia          | 2 - 4       | Copenaghen            | 1 - 2    | 1 - 2       |
| Olympiacos          | 7 - 1       | Lucerna               | 4 - 0    | 3 - 1       |
| Rangers             | 3 - 1       | Maribor               | 3 - 1    | 0 - 0       |
| AS Trenčín          | 5 - 1       | Feyenoord             | 4 - 0    | 1 - 1       |
| Jagiellonia         | 1 - 4       | Gent                  | 0 - 1    | 1 - 3       |
| Spartak Subotica    | 1 - 4       | Brøndby               | 0 - 2    | 1 - 2       |
| Ufa                 | 4 - 3       | Progrès Niedercorn    | 2 - 1    | 2 - 2       |
| Beşiktaş            | 2 - 2 (gfc) | LASK                  | 1 - 0    | 1 - 2       |
| Apollōn Limassol    | 4 - 1       | Dinamo Brėst          | 4 - 0    | 0 - 1       |
| RB Lipsia           | 4 - 2       | U Craiova             | 3 - 1    | 1 - 1       |